# Pardosa lycosina
Pardosa lycosina är en spindelart som beskrevs av William Frederick Purcell 1903. Pardosa lycosina ingår i släktet Pardosa och familjen vargspindlar. Inga underarter finns listade i Catalogue of Life.